# マキノ駅
マキノ駅（マキノえき）は、滋賀県高島市マキノ町西浜神田にある、西日本旅客鉄道（JR西日本）湖西線の駅である。駅番号はJR-B12。

## 歴史

### 年表
- 1974年（昭和49年）7月20日：日本国有鉄道湖西線の開通と同時に開業[2]。旅客のみを取り扱う駅員無配置駅[3]。
- 1987年（昭和62年）4月1日：国鉄分割民営化により、西日本旅客鉄道の駅となる[4]。
- 1996年（平成8年）3月16日：新快速の停車駅となる。当時は午後の1往復のみであった。
- 1997年（平成9年）3月8日：夕方下りの快速の停車駅となる。
- 2006年（平成18年）10月21日：永原駅 - 近江塩津駅間などの電化方式変更（直流化）に伴い当駅停車の新快速が大幅に増発された。毎日朝の上り快速列車が停車するようになる。ICカード「ICOCA」の利用が可能となる。
- 2009年（平成21年）7月1日：アーバンネットワーク各駅共通の施策により、終日全面禁煙となる。
- 2018年（平成30年）3月17日：駅ナンバリングが導入され、使用を開始。
- 2019年（令和元年）9月30日：簡易委託駅となる。

### 駅名について
当駅は日本の駅では珍しいカタカナ表記の駅名である。これは、開業当時の所在自治体である「マキノ町」に由来するものであるが、町名は「マキノ高原スキー場」にちなんだものである。なお開業当時、国鉄駅でカタカナ表記の駅名は他にニセコ駅（北海道・函館本線）のみであった。

## 駅構造

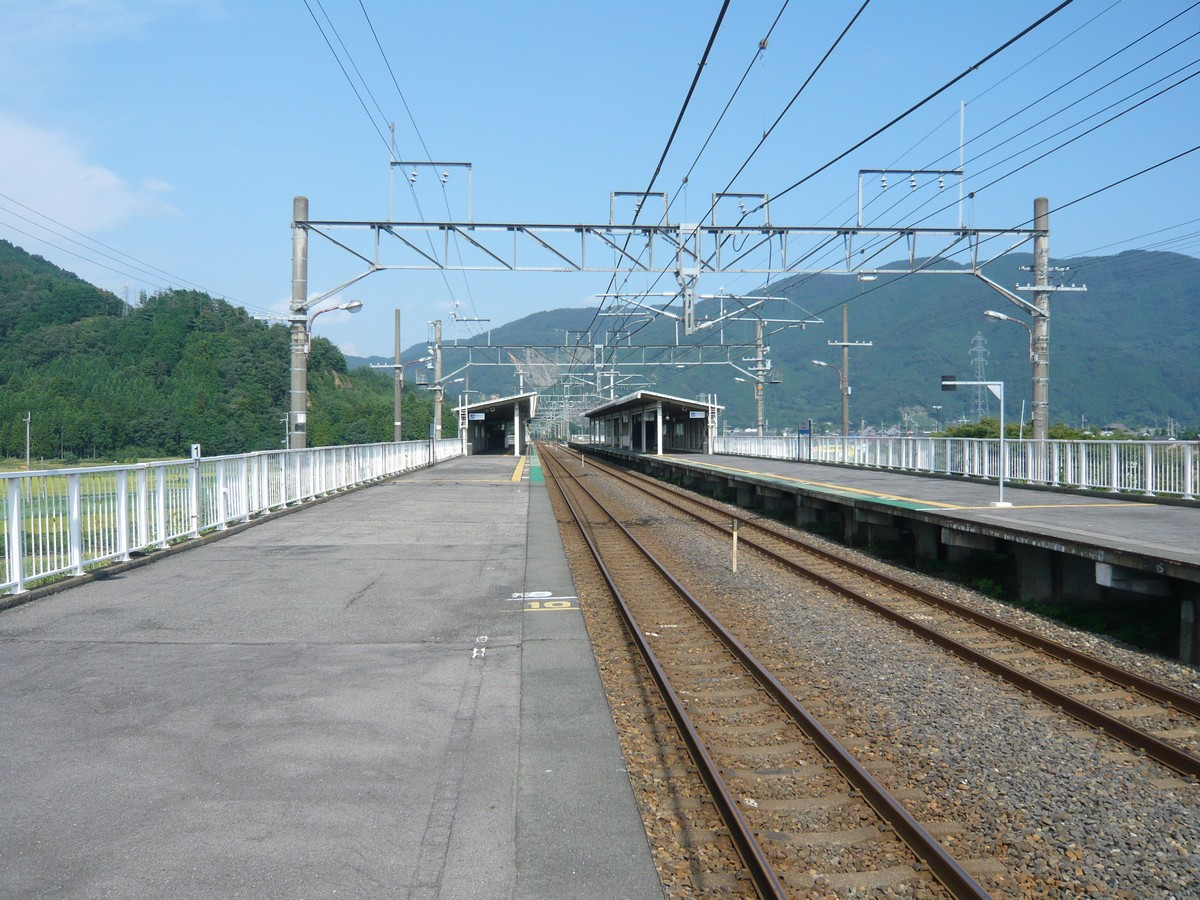
ホーム（2007年8月）

相対式ホーム2面2線を有する高架駅である。近江中庄方に両渡り線があったが、2020年3月に撤去されたため、現在は停留所として運用されている。改札口は1か所のみ。当駅に停車する列車は最大でも8両編成である。改札内トイレは閉鎖され、駅前にバリアフリーの公衆トイレが整備された。
堅田駅が管理する簡易委託駅で、窓口（クレジットカード支払いできず自動改札が利用できない切符で発券される）と自動券売機（高額紙幣利用不可）が設置されている。なお、自動改札機は未設置となっているがカードリーダーが設置されており、ICOCAの利用が可能である。
レンタカー営業所（JR駅レンタカー、観光案内所が受託）設置駅であるが、冬期（12月29日 - 翌年2月末日）は休業する。

### のりば
| のりば | 路線   | 方向 | 行先               |
| ------ | ------ | ---- | ------------------ |
| 1      | 湖西線 | 下り | 近江塩津・敦賀方面 |
| 2      | 湖西線 | 上り | 近江今津・京都方面 |

## ダイヤ
日中時間帯
- 敦賀発着の新快速が上下線とも1時間あたり1本停車する。

朝晩
- 敦賀発着の快速が1往復（朝は敦賀発、晩は敦賀行き）、永原発着の普通が京都まで、近江今津発着の普通が近江塩津または敦賀まで運行される。
- 朝は永原発の新快速と近江今津 → 米原間を運行する普通が、晩は敦賀・近江塩津 → 京都間を運行する普通が設定されている（各列車とも1本のみ運行）。

過去の運行
- 永原を始終着とする新快速（1996年3月から運行開始）と普通（京都発着）が設定されたが、新快速は1往復しか運行されなかった。なお、この当時は永原駅の北側（近江塩津駅から南側に離れた所）にデッドセクション（2006年9月廃止）を設けていたため、近江今津発着の普通は気動車で運行していたが、後に交直流電車へ変更された。なお、2006年10月以降は直流電車で運行する普通も混在する。
- 2008年3月14日までは平日に永原始発の大阪行き快速（湖西線内は普通、京都 → 大阪間は快速）を設定していた。
- 2023年3月17日までは近江今津 → 福井間を運行する普通が朝に1本だけ設定されていた。

## 利用状況
「滋賀県統計書」によると、1日平均の乗車人員は以下の通りである。JR西日本の移動等円滑化取組報告書によれば、2023年度の1日当たりの利用者数は512人。
| 年度   | 1日平均 乗車人員 | 出典        |
| ------ | ---------------- | ----------- |
| 1992年 | 292              | [ 統計 2 ]  |
| 1993年 | 301              | [ 統計 3 ]  |
| 1994年 | 296              | [ 統計 4 ]  |
| 1995年 | 284              | [ 統計 5 ]  |
| 1996年 | 323              | [ 統計 6 ]  |
| 1997年 | 344              | [ 統計 7 ]  |
| 1998年 | 349              | [ 統計 8 ]  |
| 1999年 | 311              | [ 統計 9 ]  |
| 2000年 | 325              | [ 統計 10 ] |
| 2001年 | 340              | [ 統計 11 ] |
| 2002年 | 348              | [ 統計 12 ] |
| 2003年 | 346              | [ 統計 13 ] |
| 2004年 | 352              | [ 統計 14 ] |
| 2005年 | 353              | [ 統計 15 ] |
| 2006年 | 342              | [ 統計 16 ] |
| 2007年 | 359              | [ 統計 17 ] |
| 2008年 | 349              | [ 統計 18 ] |
| 2009年 | 342              | [ 統計 19 ] |
| 2010年 | 324              | [ 統計 20 ] |
| 2011年 | 311              | [ 統計 21 ] |
| 2012年 | 321              | [ 統計 22 ] |
| 2013年 | 338              | [ 統計 23 ] |
| 2014年 | 321              | [ 統計 24 ] |
| 2015年 | 311              | [ 統計 25 ] |
| 2016年 | 330              | [ 統計 26 ] |
| 2017年 | 326              | [ 統計 27 ] |
| 2018年 | 326              | [ 統計 28 ] |
| 2019年 | 309              | [ 統計 29 ] |
| 2020年 | 230              | [ 統計 30 ] |
| 2021年 | 224              | [ 統計 31 ] |
| 2022年 | 251              | [ 統計 32 ] |

## 駅周辺
駅北側を国道161号湖北バイパス（当駅付近は国道303号との重複区間）が通り、駅のすぐ東側で湖西線と交差した後、その先にある交差点で駅南側を通る滋賀県道54号海津今津線と合流する。ちなみに、駅と滋賀県道54号線を結ぶ道路には「アクアパレス通り」という愛称がある。
駅北側には中学校・運動公園・工業団地があるが、いずれも駅からやや離れた所にある。そこから西へ進むとマキノピックランド（農業公園）やメタセコイア並木に至る。駅南側には琵琶湖があり、高木浜水泳場や宿泊施設があるが、こちらは駅の近くにある。
- マキノ郵便局
- マキノ物産会館[11]
- マキノ駅前診療所
- マキノサニービーチ 高木浜[12] - オートキャンプ場併設
- 奥琵琶湖マキノグランドパークホテル（旧「奥琵琶湖マキノプリンスホテル」）
- 高島警察署海津警察官駐在所
- 国道161号湖北バイパス
- 滋賀県道54号海津今津線
- 知内川

## バス路線
駅前ロータリー内に「マキノ駅」停留所があり、高島市コミュニティバスの路線が発着する。なお、カッコ内の事業者名は路線の運行委託先である。
| マキノ駅                                | マキノ駅                                                                      | マキノ駅 |
| 運行事業者                              | 系統または路線名・行先                                                        | 備考 |
| --------------------------------------- | ----------------------------------------------------------------------------- | --- |
| 高島市コミュニティバス （湖国バス）     | 国境線：近江中庄駅 / 国境（） マキノ高原線：マキノ駅                          | 国境線：マキノ病院前方面 / 西浜、野口、在原口（）方面 マキノ高原線：白谷、マキノ高原温泉さらさ、マキノピックランド方面 |
| 高島市コミュニティバス （大津第一交通） | マキノ北西部線：近江中庄駅 / 在原（） マキノ南西部線：近江中庄駅 / 近江今津駅 | マキノ北西部線：定時乗合タクシー マキノ南西部線：デマンドタクシー（要予約）                                            |

冬季は国境高原スノーパーク行きの臨時バスが湖国バスによって運行される。高島市コミュニティバスの路線ではない。

## 隣の駅
西日本旅客鉄道（JR西日本）
 湖西線
■新快速・■快速・■普通
永原駅 (JR-B11) - マキノ駅 (JR-B12) - 近江中庄駅 (JR-B13)

### 記事本文
1. 1 2 3 4  『週刊 JR全駅・全車両基地』 02号 大阪駅・神戸駅・鶴橋駅ほか77駅、朝日新聞出版〈週刊朝日百科〉、2012年8月12日、27頁。
2. ↑  『マキノ町誌』マキノ町、1987年1月30日、1227頁。
3. ↑  「通報 ●湖西線山科・近江塩津間の開業について（旅客局）」『鉄道公報』日本国有鉄道総裁室文書課、1974年7月5日、3頁。
4. ↑  朝日新聞出版分冊百科編集部 編『週刊 歴史でめぐる鉄道全路線 国鉄・JR』 42号 阪和線・和歌山線・桜井線・湖西線・関西空港線、曽根悟 監修、朝日新聞出版〈週刊朝日百科〉、2010年5月16日、26頁。
5. 1 2 3 4  『都市鉄道完全ガイド 関西JR編 2021-2022年版』双葉社、2021年6月22日、12頁。ISBN 978-4-575-45881-7。
6. ↑  “JRマキノ駅前トイレ”. 施工事例.   有限会社 ほんだ建築. 2021年11月12日時点のオリジナルよりアーカイブ。2022年12月8日閲覧。
7. ↑  “JR駅レンタカー（マキノ駅営業所）”.   JR駅レンタカー. 2022年4月26日閲覧。
8. 1 2  “マキノ駅|時刻表”.   西日本旅客鉄道. 2022年9月16日閲覧。
9. ↑  “マキノ農業公園マキノピックランド”.   びわ湖高島観光ガイド (2018年6月). 2022年10月21日時点のオリジナルよりアーカイブ。2022年10月21日閲覧。
10. ↑  “メタセコイア並木”.   びわ湖高島観光ガイド (2018年6月). 2022年10月21日時点のオリジナルよりアーカイブ。2022年10月21日閲覧。
11. ↑  “マキノ物産会館”.   びわ湖高島観光ガイド (2018年6月). 2022年10月21日時点のオリジナルよりアーカイブ。2022年10月21日閲覧。
12. ↑  “マキノサニービーチ 高木浜オートキャンプ場”.   びわ湖高島観光ガイド (2018年6月). 2022年10月22日時点のオリジナルよりアーカイブ。2022年10月22日閲覧。
13. ↑  “マキノ地域 バス・乗合タクシー時刻表（高島市コミュニティバス）” (PDF).   高島市 (2023年4月1日). 2023年9月25日閲覧。
14. ↑  “アクセス | 滋賀県のスキー場は女性も子どもも楽しめる国境高原スノーパーク”.   国境高原スキー場. 2023年3月18日時点のオリジナルよりアーカイブ。2020年8月25日閲覧。
15. ↑  “国境高原スノーパークスキー場へのアクセス方法（公共交通機関、貸切バス）”. バス旅ねっと.   （株）トライシード. 2024年3月25日閲覧。

### 利用状況
1. 1 2  “移動等円滑化取組報告書（鉄道駅）（令和5年度）”.   西日本旅客鉄道. 2025年3月15日閲覧。
2. ↑  平成4年滋賀県統計書
3. ↑  平成5年滋賀県統計書
4. ↑  平成6年滋賀県統計書
5. ↑  平成7年滋賀県統計書
6. ↑  平成8年滋賀県統計書
7. ↑  平成9年滋賀県統計書
8. ↑  平成10年滋賀県統計書
9. ↑  平成11年滋賀県統計書
10. ↑  平成12年滋賀県統計書
11. ↑  平成13年滋賀県統計書
12. ↑  平成14年滋賀県統計書
13. ↑  平成15年滋賀県統計書
14. ↑  平成16年滋賀県統計書
15. ↑  平成17年滋賀県統計書
16. ↑  平成18年滋賀県統計書
17. ↑  平成19年滋賀県統計書
18. ↑  平成20年滋賀県統計書
19. ↑  平成21年滋賀県統計書
20. ↑  平成22年滋賀県統計書
21. ↑  平成23年滋賀県統計書
22. ↑  平成24年滋賀県統計書
23. ↑  平成25年滋賀県統計書
24. ↑  平成26年滋賀県統計書
25. ↑  平成27年滋賀県統計書
26. ↑  平成28年滋賀県統計書
27. ↑  平成29年滋賀県統計書
28. ↑  平成30年滋賀県統計書 (PDF)
29. ↑  令和元年滋賀県統計書 (PDF)
30. ↑  令和2年滋賀県統計書 (PDF)
31. ↑  令和3年滋賀県統計書 (PDF)
32. ↑  令和4年滋賀県統計書 (PDF)